# Hustopeče nad Bečvou (zámek)
Renesanční zámek Hustopeče nad Bečvou se nachází přibližně 10 km východně od Hranic na jižním okraji stejnojmenného městyse Hustopeče nad Bečvou, v těsné blízkosti silnice I/35 směrem na Valašské Meziříčí.

## Historie
Poprvé jsou Hustopeče uváděny v roce 1349, tehdy je jistý Milota z Bránic přenechal svému bratrovi Benešovi z Bránic. Ten je však záhy prodal Janu a Drslavovi z Kravař. Jelikož Hustopeče náležely do konce 15. století rodům, které vlastnily v okolí velké statky a panská sídla, je předpoklad, že se v obci ani bezprostředním okolí nevyskytovala žádná tvrz. Ta zde byla zřejmě postavena až v 16. století, kdy se zde usadila starojičínská větev Pánů ze Žerotína. Existence tvrze je patrná až ze známé Fabriciovy mapy Moravy vydané v roce 1569 a následně upravené v roce 1575.
Přibližně kolem roku 1580 započali tehdejší majitelé hustopečského panství Karel ze Žerotína s manželkou Johankou Černčickou z Kácova s přestavbou staré a již nevyhovující tvrze na nové reprezentační sídlo. Do roku 1596 tak vznikal dvouposchoďový renesanční zámek čtvercového půdorysu se čtyřmi křídly a vnitřním pravoúhlým nádvořím. Renesanční výstavba celého zámku pak byla dokončena nedlouho před rokem 1604. Dokládá to kromě celkového rázu stavby s jemnou kamenickou výzdobou (pozoruhodný je výjev korunování krále zajíců) také přímo výskyt erbů Žerotínů  a Černčických umístěných v obloukových úhlech prostředních sloupů západního traktu zámeckého nádvoří.
V přízemí a v prvním patře nádvoří byly ze tří stran vybudovány lehké renesanční arkády s jónskými hlavicemi štíhlých sloupů s kuželovou balustrádou a s bohatou plastickou reliéfní výzdobou a na průčelí budovy se místy zachovalo sgrafito. Na stavbě se podílely významnou měrou italští kameníci a stavitelé, kteří již tou dobou byly trvale usedlí ve Valašském Meziříčí. Byli jimi Petr a Rudolf Minikat Vlach a Daniel Tiante Vlach, původem ze severoitalského Lugana.
Čtvrtou stranu nádvoří dnes uzavírá nižší severní křídlo, které bylo přistavěno později a celý objekt částečně rekonstruován po roce 1740 za Jana Podstatského z Prusinovic. Toto severní pozdně barokní křídlo bylo členěné reliéfy náznakových arkád s porokokovou ornamentikou, zatímco všechna tři renesanční křídla jsou zdobena bohatými pozdně renesančními psaníčkovými sgrafity. Dílem barokních úprav je též šindelová mansardová střecha a dvouramenné schodiště z průjezdu ústící na arkády prvního patra. V přízemí západního křídla byla zřízena barokní kaple, vysvěcená roku 1758. V roce 1617 získal hustopečské majetky nejmladší syn Karla staršího ze Žerotína – Vilém Bedřich, horlivý evangelík, který se významně podílel na stavovském povstání v letech 1618–1620. Jelikož však zemřel v roce 1622 – ještě před hrozící konfiskací, byl majetek ponechán vdově po něm – Anně Hoffmanové z Grünbüchlu.
Během 17. a 18. století pak Hustopeče často střídaly majitele, a tak stav a význam objektu upadal, neboť sloužil pouze správě. Až v roce 1799 jej koupil rod Baillou. V polovině 19. století zřídil Josef z Baillou na zdejším statku vzorné hospodářství. Tento rod pak držel zámek Hustopeče až do roku 1945, kdy byl zestátněn.

### Zajímavosti

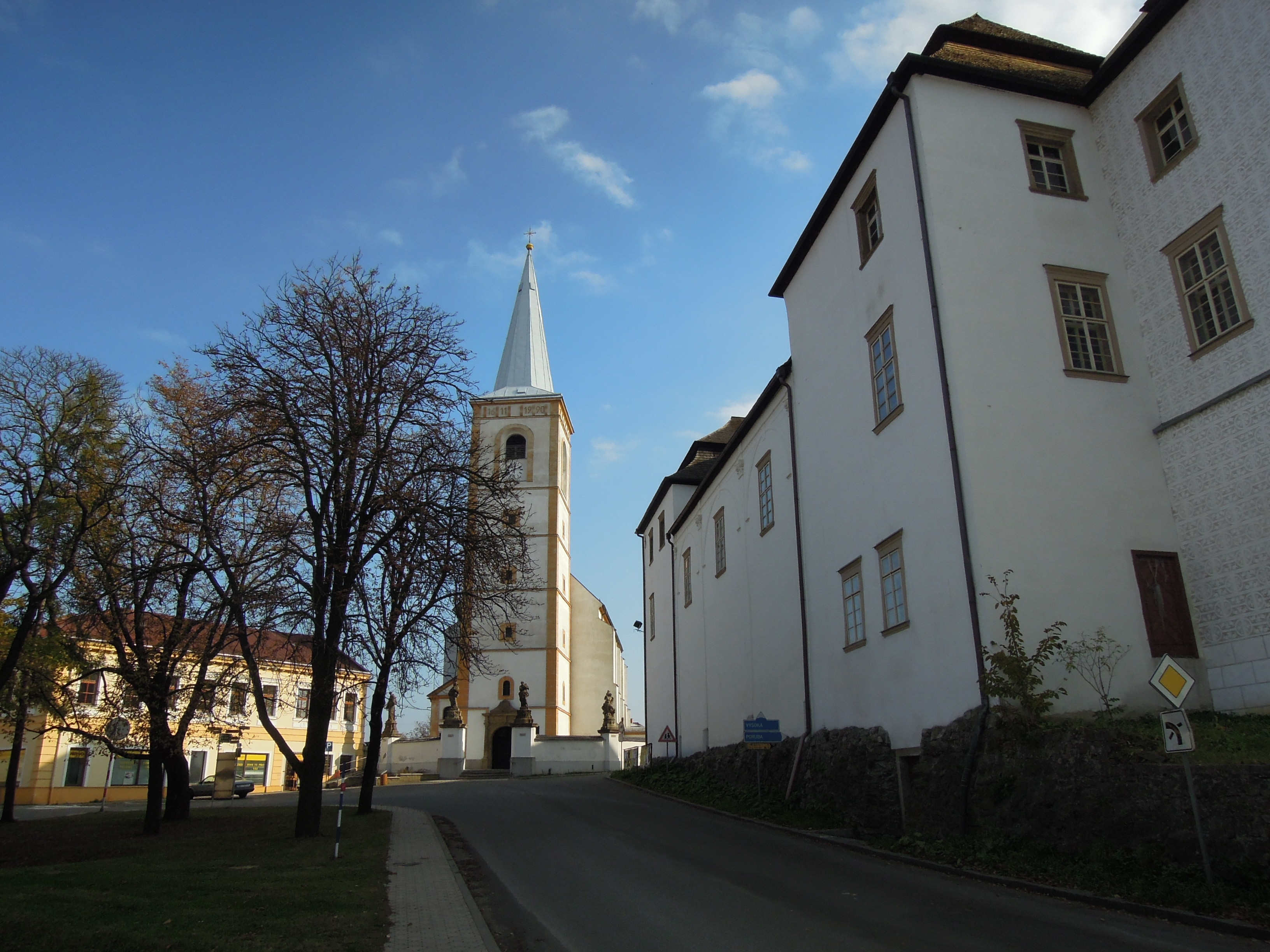
Pohled na část zámku a kostel Povýšení sv. Kříže

V zámku je umístěn náhrobek Viktorína ze Žerotína († 1611) – nejstaršího syna zakladatele zámku Karla (staršího) ze Žerotína. Viktorín byl donedávna pokládán za stavebníka hustopečského zámku. Ve skutečnosti však jen celou výstavbu uzavřel konečnými úpravami interiérů.

### Expozice
Prozatím bez expozice.

### Exteriéry
Ve druhé polovině 18. století byl u zámku vybudován okrasný sad, jemuž s největší pravděpodobností předcházela renesanční zahrada. V první polovině 19. století byla zahrada upravena na přírodní krajinářský park.

## Současnost
V letech 1953 až 1964 dostal zámek novou střechu. Do roku 1975 náležel zámek ONV ve Vsetíně. Později se stalo jeho majitelem Valašské muzeum v přírodě se sídlem v Rožnově pod Radhoštěm, které zde mělo umístěné své depozitáře. V roce 2001 změnil objekt majitele. Dosavadní správce, rožnovské Valašské muzeum v přírodě, jej převedl na hustopečský Úřad městyse. Dlouholetým úsilím o převod tak získal městys právo rozhodnout o budoucnosti zámku, který je od roku 2005 postupně opravován.